# 新批評
新批評（英語：New Criticism）是一種關注文本主體的形式主義批評，認為文學研究應以作品為中心，對作品的語言、構成、意象等進行細緻的分析。但新批評從來便不是一個統一的流派，是由後來的文論史家對20世紀20、30年代以來在英美新興的批評傾向的一種概括。在英國以I·A·瑞恰慈、威廉·燕卜蓀、F·R·利维斯為代表，在美國以約翰·克羅·藍色姆、克林斯·布魯克斯、艾倫·泰特、羅伯特·潘·沃倫、W·K·維姆薩特、R·P·布萊克穆爾為代表。
多數論者傾向於將新批評的歷程分為三個阶段：初始期（1910-30）、形成期（1930-45）和極盛期（1945-57），文森特·利奇（Vincent Leitch）則提出第四個階段：慣常期（60年代至今）。

## 概述
大致說來，新批評的主張是文學批評應以作品為中心，反對把作品當作作者與讀者的中介，也就是評論一首詩歌時，可以不管它是誰寫的，關於作者的一切（如生平、歷史、社會背景等等）只是作品的外部範疇。

### 英國
T·S·艾略特在1919年至1923年間發表了一系列批評論文，闡述他對於詩歌的見解，他認為「誠實的批評和敏感的鑑賞不應著眼於詩人，而應著眼於詩篇」，是英美新批評的先聲。
I·A·理查茲認為，文學文本是由文學語言的本質特徵決定的，他首次提出了語言兩分說，即文學語言與科學語言不同：文學語言著重於情感而不在實證，科學語言依靠辭典意義（denotation），文學語言則依賴引申意義（connotations）。而「文學作品是獨立的認識客體的主張」，為新批評建立了理論基礎。

### 美國
藍色姆在著名的《詩歌：本體論札記》（Poetry: A Note in Ontology，1934）裡，將本來是哲學術語的「本體論」運用於他的文學理論。他認為詩是一種具有存在秩序的本體。世界是由許多鬆散事物所構成的組合體，藝術和詩歌的任務，便是要傳達關於事物「無窮無盡的多樣性」的認識。藍色姆關於詩歌的本體論可視為新批評的理論核心。
藍色姆的學生艾倫·退特，是新批評的主將之一。他在《詩的張力》（Tension in Poetery，1938）提出詩的外延（extension）與內涵（intension）兩種概念，即詞語的本義與引申義，我們能從詩的外延及內涵之間找到全部意義的統一體：即「張力」（tension）。退特的張力說將詩歌的批評的導向內部研究。
同樣是藍色姆的學生，布魯克斯主要的成果是將新批評的原理具體化，新批評的操作原則，在處理詩的結構上，要把握「反諷」（irony）和「詩的戲劇化結構」（poem as drama）；處理詩的語言，要把握「含混」（ambiguity）和「悖論」（paradox）。另外，他反對將詩歌以意譯的方式將其簡單化，認為這樣是一種「意釋誤說」（heresy of paraphrase）。內容與形式是一種辯證的構成體，應全面的對詩歌的內容、形式、結構、意向、詞語等等進行分析，許多好的詩歌不是只有單一意義的。布魯克斯和藍色姆另一位學生沃倫合編的《理解詩歌》（Understanding Poetry，1938），成為40至60年代的美國大學的文學教材，新批評在普遍而具體的操作下，讀者對於一首詩歌的態度著重於「如何寫」更甚於「寫什麼」。布魯克斯與沃倫後來又合編了《理解小說》（Understading Fiction，1943），將新批評的方法運用於小說上，卻沒有達到預期，突顯了新批評的侷限性，也就是二戰後芝加哥學派（Chicago school）的批評之處。
二戰之後，維姆薩特與門羅·比厄茲利（Monroe Beardsley）合著兩篇著名論文《意圖謬見》（The intentional fallacy，1946）和《感受謬見》（The affective fallacy，1949）。「意圖謬見」強調，作品的意義與作家的意圖不相干，不能將作家在其他場合（如談話、日記、書信等）的意圖強加於作品中，也就是說，在研究作品時，作品之外的一切是完全不需要考慮的。而「感受謬見」則強調讀者的感覺不一定可靠，有時讀者的動情是誤讀了文學作品。「意圖謬見」和「感受謬見」確立了文本的核心地位。

## 方法
新批評的分法論主要是細讀（close reading），理查茲在《實用批評》（Practical Criticism，1929）裡提出詩的四個意義：意識、情感、語氣、意象，好詩的結構具有張力，語言充滿反諷、悖論、含混，唯有透過細讀才能真正的掌握一首詩。理查茲的學生燕卜蓀著有《七種類型的含混》（Seven Types of Ambiguity，1930）更竭心盡力挖掘了詩歌的語言內涵，提出了詩歌的七種歧義性。

## 新批評與其他
同樣是形式主義，新批評與俄國形式主義都同樣關注文本的主體，區分文學語言與實用語言，強調詩的動態結構，但俄國形式主義主張內容只是作為形式的一個方面而存在的，比起新批評而言更傾向於形式主義。而整個形式主義的脈絡可上溯至18世紀末德國唯心主義的哲學及美學思想，尤其是康德美學。因此藍賽姆要回到「想像與理性共居的真實世界」，理查茲「想像力與知識力協調統一」等主張，皆可說上承於康德。另外，新批評與解構主義有著近似的主張：兩者都同樣的將「作者」給排除了。只是新批評偏向邏各斯中心主義（Logocentrism）：一切意義均在文本之中，解構主義則傾向非邏各斯中心主義：文字之外無意義。